# آیت عیسی میمون
آیت عیسی میمون (به عربی: آیت عیسی میمون) یک منطقهٔ مسکونی در الجزایر است که در ناحیه واقنون واقع شده‌است. آیت عیسی میمون ۳۶٫۳ کیلومتر مربع مساحت و ۲۰٬۲۶۸ نفر جمعیت دارد و ۸۰۱ متر بالاتر از سطح دریا واقع شده‌است.